# Demon's Souls (відеогра 2020)
Demon's Souls — це рольова відеогра, розроблена компанією Bluepoint Games за сприяння SIE Japan Studio та опублікована Sony Interactive Entertainment. Це ремейк гри Demon's Souls, початково розробленої компанією FromSoftware і випущеної для PlayStation 3 у 2009 році. Гра випущена у листопаді 2020 року та увійшла до стартової лінійки ігор для PlayStation 5.

## Ігровий процес
У грі представлено нову зброю, броню, персні та нові предмети під назвою «Зерна», які надають гравцям тимчасову протидію таким ефектам, як отрута, вогонь та кровотеча. Як і в оригіналі, гравці обмежені тим, скільки вони можуть нести предметів до того моменту, як їхній персонаж стане обтяженим, і деякі аспекти цієї системи обтяження були скориговані. Наприклад, в оригінальній грі цілющі трави не мають ваги, тому гравці потенційно можуть нести їх сотні; у ремейку ці цілющі предмети тепер мають вагу, так що кількість, яку можуть переносити гравці, значно зменшується, а більш сильні трави важать більше, ніж менш ефективні. Однією з нових можливостей, яка отримала назву «Розбитий світ» (англ. Fractured World), є дзеркальний режим, який змінює схему розміщення середовищ. Гра також включає фоторежим, після використання якого, гра призупиниться, що неможливо в оригіналі. Під час ігрового процесу також можна використовувати фільтри з фоторежиму, включаючи фільтр «класичний режим», призначений для зовнішнього вигляду оригінальної гри на PlayStation 3. Хоча серія Souls відома своєю складністю, Bluepoint заявив, що рімейк не вводить різних рівнів складності. Також оновлено функцію створення персонажів, що дає більше можливостей для налаштування та кастомізації.

## Розробка
У 2016 році Хідетака Міядзакі, директор оригінального «Demon's Souls», визнав вимогу розробити ремейк, але сказав, що оскільки інтелектуальна власність належить Sony, початок такого проекту буде залежати від їх бажання. Після того, як Міядзакі та FromSoftware, студія розробки оригінальної гри, дали своє схвалення, Bluepoint Games розпочала розробку ремейку одразу після завершення роботи над своїм ремейком Shadow of the Colossus у 2018 році. Студія SIE Japan, яка допомагала у розробці оригінальної гри, також допомагала Bluepoint Games у створенні ремейку. Креативним директором проекту виступив керівник японської студії Гейвін Мур, найбільш відомий своєю роботою над Puppeteer. Основною метою було залишатися вірним оригіналу, одночасно вносячи корективи у відповідності до більш досконалого апаратного забезпечення. Використовуючи оригінальні художні активи, музику та дизайн рівнів як заготовки, команда хотіла «довершити» досвід, щоб він сподобався гравцям, звичним до сучасних ігор.
Партитура оригінальної гри була записана в цифровому форматі, і це спричинило труднощі в її оновленні для сучасного римейку. Таким чином, оригінальна партитура була перероблена у стилі оригінальної роботи Шунсуке Кіда, використовуючи повний оркестр та хор. Озвучку було перероблено, і багато хто з оригінального акторського складу повернувся, щоб перезаписати свої старі рядки та озвучити новий діалог. Також були перероблені анімаційні знімки руху. Гра використовує тактильну функціональність контролера DualSense, що створює відчуття «металу, що вражає метал» та допомагає в синхронізації з відеорядом. Гра поставляється з двома візуальними режимами: «кінематографічний режим», що працює з власною роздільною здатністю 4K, зі швидкістю 30 кадрів в секунду, і «режим роботи» з динамічним 4K зі швидкістю 60 кадрів в секунду. Незважаючи на попередні твердження, Demon's Souls не підтримує трасування променів. Хоча повторюваним запитом була реалізація передбачуваної шостої зони, представленої розбитим каменем телепорту в оригіналі, команда вирішила залишити кількість ігрових зон у світі як у оригіналі. На певному етапі команда замислилась над створенням «легкого режиму», але врешті-решт вирішила, що вони не мають права додавати щось, що принципово змінить баланс гри.

## Реліз
Гру було офіційно анонсовано 11 червня 2020 року на заході PlayStation 5. Demon's Souls вийшла у якості стартового ексклюзиву для PlayStation 5 12 листопада 2020 року в Північній Америці та Океанії та 19 листопада 2020 року у всьому світі. Хоча Sony вирішила не займатись публікацією оригінальної гри за межами Японії, Sony Interactive Entertainment опублікувала ремейк у всьому світі. Незважаючи на вихід у листопаді, гра «стала золотою» 24 вересня 2020 року. Також було випущено обмежене колекційне видання із саундтреком та іншими додатковими матеріалами поряд із копією гри.

## Оцінки та відгуки
Demon's Souls отримала «загальне визнання», згідно з оглядовим агрегатором Metacritic. Це гра з найвищим рейтингом для PlayStation 5 і гра з найвищим рейтингом у серії Souls.
IGN заявили: «Demon's Souls вражаюче чудова і грається набагато краще, ніж на PS3, не тільки завдяки графічній потужності PlayStation 5, але й завдяки технічному прогресу, що модернізує деякі неприємні аспекти оригіналу, ніколи не жертвуючи невблаганним викликом, головоломними битвами та стилем, що зробило її такою знаковою грою в першу чергу». GameSpot заявили: «Безумовно ремейк Bluepoint — без пом'якшення успіх. Це технічна екскурсія та справжня демонстрація потужності консолі наступного покоління від Sony, але, що ще важливіше, це також творче диво, що надходить від студії, яка наочно демонструє світові, що має свій власний голос.»